# Blaise Pascal
Blaise Pascal (Clermont-Ferrand, 19. lipnja 1623. – Pariz, 19. kolovoza 1662.), francuski polihistor. Bio je filozof, matematičar, fizičar, pisac i izumitelj (za ono vrijeme genijalni izum prvog računalnog stroja). Godine 1647. započeo je mjerenja tlaka u atmosferi i otkrio da se s visinom tlak snizuje, te zaključio da iznad atmosfere postoji vakuum. U pokusima provedenima u Parizu rabio je barometar s vodenim stupcem (1647. – 1648.). Utvrdio je da tlak zraka ovisi o temperaturi i vlazi i time postavio svojevrsne temelje meteorologije. Proučavao je hidrostatiku i tlaka u tekućinama (Pascalov zakon). Zasnovao je teoriju vjerojatnosti proučavajući igre na sreću, u geometriji je prije Gottfrieda Leibniza izveo prvo parcijalno integriranje (1659.),[nedostaje izvor] bavio se teorijom brojeva, infinitezimalnim računom i drugime. Osim jedinice za tlak, po njemu je nazvan i binomni poučak – Pascalov trokut.
U svojem djelu Pisma provincijalcu brani moralnu rigoroznost francuskih jansenista i napada jezuitske teologe zbog – kako su on i drugi jansenisti sagledavali – jezuitske popustljivosti na području moralne teologije; također je napao pokušaj Isusovaca da u Kini prilagode katoličku liturgiju kineskoj kulturnoj tradiciji. Tim je literarnim djelom, koje je brzo steklo popularnost, utjecao na kasnije ukidanje jezuitskog reda u Francuskoj 1764. godine.
U nizu svojih djela naglašava kako tek na području osjećaja nestaju granice između sumnje i sigurnosti koje muče racionalnog čovjeka. Njegov izvanredan matematički talent dolazi do izražaja u njegovoj 16. godini, kada je napisao svoje djelo o čunosječnicama, u kojemu je postavio svoj teorem šesterovrhu (Pascalov teorem). Konstruirao je stroj za zbrajanje, otkrio opće pravilo djeljivosti cijelih brojeva. Kao fizičar istraživao je tlak plinova i tekućina. Otkrio je da tlak zraka ovisi o temperaturi i vlazi i time udario temelje meteorologiji.

## Životopis

### Rano djetinjstvo i školovanje
Martin Pascal, djed Blaisea Pascala imenovan je 1586. kraljevskim savjetnikom i upravnikom financija. Pascalov otac, Étienne, također je obavljao važne dužnosti, najčešće na području financija i poreznih prihoda. Takav društveni položaj omogućio je porodici Pascal da živi imućno, bez većih materijalnih potresa, te da se kreće u visokim političkim, umjetničkim i znanstvenim krugovima zemlje. Étienne Pascal oženio se Antoinetteom Begon, s kojom je u razmaku od šest godina dobio četvero djece, od kojih je prvo (djevojčica) umrla veoma rano. U životu su ostali Gilberte, potom Blaise i Jacqueline, zvana Jacquete, koja će nakon što stupi u samostan postati sestra Eufemia.
Kada mu je umrla supruga 1626. godine (Blaiseau je bilo 3 godine), Étienne Pascal nije se ponovo ženio, nego je unajmio guvernantu, izvjesnu Louis Belfaux, koja se skrbila o djeci dok se on samo brinuo za njihov odgoj, a kasnije i obrazovanje. Otac Blaisea Pascala bio je uman čovjek, viđeni ljudi poštovali su ga i rado primali u svoje društvo. Étienne Pascal sam je isplanirao kako će obrazovati svoju djecu, naročito Blaisea, koji je veoma rano iskazao volju i dar za učenje. Međutim on tada još nije slovio kao kućni genije. Tu privilegiranu poziciju zauzimala je Jacqueline, koja je s osam godina slovila kao pjesnik, a u trinaestoj je napisala sonet posvećen kraljici. Kasnije će u Rouenu dobiti čak i nagradu na jednom poetskom turniru. Nešto kasnije njena darovitost odigrat će značajnu ulogu u tome da njen otac ponovo zadobije milost kardinala Richelieua.
Étienne Pascal nastojao je da mu sin najprije dobro nauči latinski i grčki jezik, a matematičke knjige je sklonio, smatrajući kako bi ga matematika zavela na pogrešan put i spriječila u humanističkom obrazovanju. Međutim Blaise se sam približio geometriji stvorivši, prema svjedočinju sestre Gilberte, neke aksiome Euklidove geometrije uopće je ne poznavajući. Otac je bio zapanjen i oduševljen, te je sinu nabavio knjige iz geometrije kako bi se njegov genije mogao razvijati. S jedanaest godina Blaise je otkrio osnovne osobine zvuka kada je slučajno ispustio nož na tanjur, a odmah potom uhvatio porculan kako bi prigušio zvuk rukom.
Otac ni kasnije nije promijenio svoju odluku da sina ne šalje u školu, nego je nastavio sam ga podučavati. U njegovu konceptu obrazovanja značajni su bili susreti sa znanstvenicima onog vremena, koji su se kretali u krugu umnog opata Mersena, a on se dopisivao s Galileom i Descartesom. Tu će Pascal uskoro zadobiti simpatije gostiju i sklopiti poznanstvo s matematičarem Pierre de Fermatom, s kojim će stvoriti osnove zakona vjerojatnosti i s fizičarem Robervalom, koji će utjecati na njegovo kasnije bavljenje problemima težine. Ali sigurno je da je očev utjecaj na Blaisea bio najveći. On ga je i poštivao i volio. Prihvatio je njegove poglede na život i znanost, pokušavao ga je slijediti sve dok nije pronašao sebe i nastavio napredovati u smjeru gdje ga otac više nije mogao voditi.

### Pascalov doprinos matematici
Prvi značajan rad Pascal je napisao sa 16 godina. Bio je to osnovni nacrt njegove čuvene rasprave o presjecima stošca, koja će se kasnije izgubiti, ali koju će vidjeti Leibniz kad je Pascalu bio 19 godina. Leibnitz je u početku sumnjao da je takvo djelo mogao napisati šesnaestogodišnjak. Sa šesnaest godina Blaise Pascal je stvorio i svoj čuveni mistični šesterokut koji nije sačuvan. Tim je svojim mladenačkim radovima već stekao glas ozbiljnog znanstvenika u koga su polagane velike nade.
Étienne Pascal je prolazio kroz iskušenja svog vremena, u kome se bilo veoma teško snaći, pravilno odrediti i tako izbjeći ljutnju kancelara ili kralja. Kako bi izbjegao tamnicu, morao je 1638. napustiti Pariz i povući se na svoje imanje u Clermont-Ferrandu. Razlog je bio taj što se pridružio prosvjedu pravnika protiv odluke Richelieua o većim porezima. Da bi oca vratila u državnu službu, Jaqueline je prihvatila ponuđenu ulogu u kazališnom komadu Tiranska ljubav. Poslije predstave Gilberta je izrecitirala svoj sonet u pohvalu kardinalu, a Richelieu joj je udjelio poljubac i dopustio da nešto poželi. Ona je zatražila milost za oca, što je kardinal odmah prihvatio. Tako se Etienne Pascal vratio u državnu službu, dobivši mjesto poreznika u Normandiji.
Ulaz u Rouen bio je toliko mučan da je morao ostaviti trajan biljeg u Blaiseovoj ranjivom duhu. Više od godinu dana trebalo je vojsci da slomi otpor tzv. bosonogih (pregladnjelih, bijednih, skitnica, prosjaka i ubožnika) i s tom će vojskom Étienne Pascal sa svojom obitelji, koju je uvijek vodio sa sobom, ući u grad 1640., kako bi obavljao svoju dužnost. Bila su to iscrpljujuća zbrajanja i množenja. Kako bi olakšao posao svome ocu, Blaise je s 19 godina stvorio genijalno djelo svog praktičnog uma, prvi računalni stroj u povijesti (Pascalina), koji je mogao obavljati četiri osnovne računske operacije. Pascalina je mogla raditi s brojevima do 9 999 999. Do 1652. Pascal je proizveo pedesetak prototipova stroja, ali proizvodnju je prekinuo zbog slabe prodaje. Prodao ih je petnaestak.

### Pascalova bolest
Glavobolje postaju stalne, a njima se pridružuje bolest želuca praćena kratkotrajnom paralizom udova. Od svoje devetnaeste godine Pascal živi s glavoboljom i nesanicom. Od 24 godine nije mogao piti hladnu tekućinu, a i mlako je mogao uzimati samo kap po kap. Za promatrača to je bio veoma mučan prizor, dok se on stoički odnosio prema svojoj bolesti. Nikada se nije žalio. Nastojeći popraviti njegovo zdravlje, liječnici su mu savjetovali da manje izlaže svoj um prevelikim naporima vezanim za matematiku ili neku drugu znanost, što je bio uzaludan zahtjev. Radoznao i živ duh, Pascal je u vrijeme očevog službovanja u Rouenu trošio dane i na besposlicu, nalazeći se počesto u društvu sa svojim mladim prijateljima.

### Povratak u Pariz
Godine 1648. Etienne Pascal seli obitelj u Pariz, a odmah potom u Clermont-Ferrand, jer su u Parizu vode ulične borbe. Na sve strane se dižu pobune i ustanci. Jacqueline traži od oca dopuštenje da se potpuno povuče u samostan, ali on ne pristaje. Ona je također vršila pritisak na brata da se potpuno posveti vjeri. Činjenica je da Pascal nije bježao od svjetovnih uživanja, da je volio društvo lijepih žena i vino, da je nastojao dvije-tri godine zaboraviti na svoje tjelesne patnje. Kada je Etienne Pascal umro 1651., a Blaise postao glava kuće, Jacqueline je udvostručila svoje napore u nagovaranju brata da joj dopusti da se zaredi. On slijedi misao svog oca i odbija takvo što. Sam se prepušta vedrom pariškom društvu. Postaje intiman prijatelj s vojvodom od Roanneza, zaljubljenikom u matematiku i naročito kockarom i vitezom Chevalier de Mereom, koji će ga navesti, tražeći da se on pozabavi mogućnošću dobitka na kartama, da stvori svoju matematičku teoriju vjerojatnosti.

### Vjersko obraćenje
1652. godine popušta upornosti svoje sestre Jacqueline, te ne samo da daje suglasnost da stupi u jansenističku opatiju Port-Royal (Pariz), nego joj kao miraz kod zaređenja daje (tj. prepušta samostanu) većinu nasljedstva iza svojega oca, koji je umro 1651. godine.
Sam Pascal nastavlja s dosadašnjim načinom života, makar je gajio odnose s moralno rigoroznom zajednicom jansenista. U noći 23. studenog 1654. godine zapisuje snažnu vjersku viziju koja ga je iznenadno zahvatila te noći: "Vatra. Bog Abrahamov, Bog Izakov, Bog Jakobov, ne filozofi i znanstvenici..." Taj je svoj zapis poslije nosio ušivenoga u ovratnik svojega kaputa, kao memento na početak jednog drugačijeg života snažno označenog vjerom. U siječnju 1655. Pascal provodi dva tjedna u samostanu u Port-Royalu, kojega će i poslije često posjećivati. Odlučuje se za asketski život, odričući se praktično svih tjelesnih ugoda. Ubrzo ulaže svoj javni ugled zauzimajući se u književnom radu Pisma provincijalcu (1657.) za janseniste, u njihovom prijeporu s Isusovcima. Pascalova duboko proživljena katolička vjera vidljiva je u njegovim Mislima, nedovršenoj apologiji kršćanstva koja je ostala čitana do današnjeg vremena; u jednome od njegovih poglavlja izložio je do danas često spominjanu tzv. Pascalovu okladu, u kojoj se vrijednost vjere umjesto racionalnim argumentima nastoji obraniti kalkulacijom kakva se koristi u igrama na sreću.

### Kraj života
Ne prekidajući potpuno svoj znanstveni rad, Pascal obavljuje svoj rad o cikloidi, koji je navodno nastao jedne noći kada ga mučila žestoka zubobolja. Pronašao je rješenje dotad neriješenog problema, a zubobolja je prošla kao rukom odnesena.
Pascala je pogodilo prisilno zatvaranje jasnenističkih škola 1660. godine i kraljeva zabrana da samostani u Port-Royalu primaju nove redovnike i redovnice - ali najviše smrt njegove sestre Jacqueline u listopadu 1661. god. (od Blaisea dvije godine starija redovnica Jacqueline je umrla u dobi od 36 godina). Blaiseovi bolovi u želucu se pokazuju kao simptom raka želudca. Bolove je trpio bolove bez jauka, sagledavajući bolove kao nužni dio života, a njihovo strpljivo snošenje plodotvornima za rast duhovnosti. U velikim mukama, umro je 1662., u dobi od 39 godine. Naredne godine objavljeni su njegovi matematički radovi.

## Doprinosi

### Pascalov zakon
Pascalov zakon je temeljni zakon hidrostatike, koji kaže: u tekućini koja se nalazi u zatvorenoj posudi, vanjski tlak širi se jednako na sve strane, to jest čestice tekućine prenose tlak u svim pravcima jednako. Na tom principu djeluje hidraulička preša ili hidraulički tijesak. Ako posuda ispunjena tekućinom ima dva otvora različite površine, u kojima su smješteni pokretni klipovi, a površina drugog klipa je n puta veća, tada ako na mali klip djelujemo određenom silom, na veliki klip će djelovati sila n puta veća. Hidraulička preša omogućuje da se primijenjena sila duž nekog puta pretvori u veću silu duž manjeg puta (naravno rad jedne i druge sile je isti). Pascalov zakon se može primijeniti na utvrđivanje hidrostatičkog tlaka.

### Pascalov trokut
Pascalov trokut je shema izgrađena od binomnih koeficijenata {\displaystyle {\tbinom {n}{b}}}. U pojedinom retku nalaze se redom svi binomni koeficijenti {\displaystyle {\tbinom {n}{b}}}; b = 0, 1, 2,.. ., n, za neki određeni n. Svaki je od njih jednak sumi njemu lijevoga i desnoga broja iz prethodnoga retka, dok su prvi i zadnji uvijek jednaki 1. Taj je način određivanja binomnih koeficijenata bio poznat Kinezima već 1303. Na taj način omogućeno je izravno izračunavanje koeficijenata u razvoju bilo koje potencije binoma. Na primjer :
{\displaystyle (x+y)^{4}\;=\;x^{4}\,+\,4\cdot x^{3}\cdot y\,+\,6\cdot x^{2}\cdot y^{2}\,+\,4\cdot x\cdot y^{3}\,+\,y^{4}.}

### Pascalov teorem
Pascalov teorem pokazuje da se po dvije protustrane šesterovrha (A, B, C, D, E, F) upisanoga u neku krivulju drugoga reda (na primjer elipsa) sijeku u točkama koje sve leže na jednom pravcu, koji se naziva Pascalov pravac. Tomu je teoremu dualan Brianchonov teorem.

## Djela
- Esej o konikama (Essai pour les conique, 1640.)
- Experiences nouvelles touchant le vide (1647.)
- Récit de la grande expérience de l’équilibre des liqueurs (1648.)
- Traites de l’équilibre des liqueurs et de la pesanteur de la masse de l’air (1651.)
- Traktat o aritmetičkom trokutu (Traité du triangle arithmétique, 1653.)
- Pisma provincijalcu (Lettres à un provincial, 1656. – 1657.)[6][7][8]
- De l’esprit géométrique - de l’art de persuader (oko 1658.)
- Misli (Pensées, 1670.)[9][10]

## Spomen
- Papa Franjo objavio je 19. lipnja 2023. apostolsko pismo Sublimitas et miseria homini, o četiristogodišnjici njegova rođenja.[11]

## Vanjske poveznice
- Blaise Pascal Britanska enciklopedija, www.britannica.com
- Franka Miriam Brückler, Blaise Pascal, Osječki matematički list 2/2007., Hrčak
- J. Primorac, Blaise Pascal, www.filozofija.org, 2006.